# Maputo
Maputo [maˈpuːto] (bis 1975 Lourenço Marques, 1975–1976 Cam Phumo) ist die Hauptstadt von Mosambik und bildet die Verwaltungseinheit, Maputo Cidade, die umgebende Provinz Maputo ist seit 1998 verwaltungstechnisch von der Landeshauptstadt getrennt und besitzt eine eigene Provinzhauptstadt, Matola.
Die Stadt liegt an der Maputo-Bucht am Indischen Ozean und hat nach offiziellen Angaben 1.101.170 Einwohner und in der Agglomeration 2.717.437 (Volkszählung 2017); da viele Menschen in informellen Siedlungen leben und teilweise nicht erfasst sind, gehen Schätzungen von einer weit höheren Einwohnerzahl aus.
In Maputo befinden sich das katholische Erzbistum Maputo, ein anglikanischer Bischofssitz und zwei Universitäten.

## Geographie
Die Stadt liegt an der Westseite der Maputo-Bucht, die 95 km lang und 30 km breit ist, im äußersten Süden des Landes. In Maputo mündet der Fluss Tembe in den Indischen Ozean, während der Fluss Maputo im Süden der Bucht ebenfalls in den Indischen Ozean mündet.

## Administrative Gliederung
Die Stadt („Maputo Cidade“) bildet eine eigene Verwaltungseinheit auf Provinzebene und ist analog zu den anderen Provinzen Mosambiks in Distrikte gegliedert, die jedoch rein verwaltungstechnischer und rechtlicher Natur sind. Ähnlich wie bei anderen mosambikanischen Distrikten, gibt es eine weitere Untergliederung in Stadtteile (bairros) bzw. Ortschaften (localidades). Während die sog. Distritos Urbanos (Urbane Distrikte) sich alle am Nordufer der Maputo-Bucht befinden und damit die eigentliche Stadt Maputo gliedern, umfassen die zwei sogenannte Distritos Municipais (Munizip-Distrikte) weitere Gebiete: Der Distrito Municipal de KaTembe umfasst fünf Ortschaften auf der Südseite der Maputo-Bucht, der Distrito Municipal de KaNyaka die in der Maputo-Bucht liegende Insel Inhaca einschließlich der knapp zwei Kilometer nordwestlich vorgelagerten unbewohnten Nebeninsel Ilha dos Portugueses.
Die Distrikte der Hauptstadt Maputo sind die folgenden. Die ersten fünf urbanen Distrikte werden gelegentlich auch in der genannten Folge von 1 bis 5 durchnummeriert.
| Name des Distrikts             | Stadtteile / Ortschaften | Fläche km² | Einwohner 2017 |
| ------------------------------ | --- | ---------- | -------------- |
| Distrito Urbano de KaMpfumo    | Alto-Maé A + B, Central A, B + C, COOP, Malhangalene A + B, Sommershield, Polana A + B                                             | 13,7       | 80.550         |
| Distrito Urbano de Nlhamankulu | Chamanculo A, B, C + D, Aeroporto A + B, Minkadjuine, Munhuana, Xipamanine, Unidade 7, Malanga                                     | 10,2       | 129.306        |
| Distrito Urbano de KaMaxaquene | Mafalala, Urbanização, Maxaquene A, B, C + D, Polana Caniço A + B                                                                  | 12,6       | 199.565        |
| Distrito Urbano de KaMavota    | Albazine, Costa do Sol, FPLM, Ferroviário, Hulene A + B, Laulane, Mavota, 3 de Fevereiro, Mavalane A + B                           | 79,8       | 331.968        |
| Distrito Urbano de KaMubukwana | Luís Cabral, Jardim, Nsalene, Inhagóia A + B, 25 de Junho A + B, Bagamoio, George Dimitrov, Malhazine, Zimpeto, Magoanine A, B + C | 60,9       | 321.438        |
| Distrito Municipal de KaTembe  | Incassane, Chamissava, Guachene, Inguide, Chali                                                                                    | 122,0      | 32.248         |
| Distrito Municipal de KaNyaka  | Inguane (Südosten), Ribzeni, Nhaquene                                                                                              | 47,8       | 6.095          |

## Geschichte

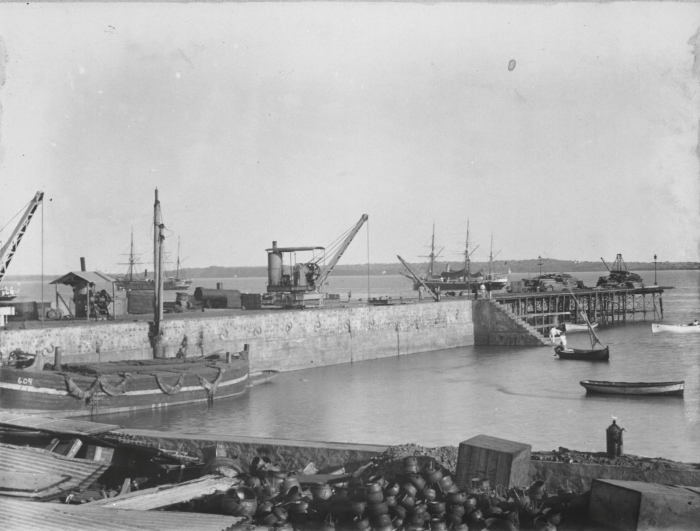
Hafen von Lourenço Marques (1896)

Im Jahre 1544 besetzten Portugiesen die Delagoa-Bucht (Baía da Lagoa), auf die sie Anspruch erhoben und die sie erkundeten. Allerdings erfolgte keine dauerhafte Inbesitznahme, so dass es zu keiner Besiedlung oder Befestigung kam. 1721 gründeten die Niederländer mit Fort Lydsaamheid eine Niederlassung an der Delagoa-Bucht am Ort des heutigen Maputo. Das Gebiet zwischen Sabi und Limpopo hatte bis dahin, abgesehen von sporadischen Vorstößen einiger Elfenbeinhändler oder Missionare, außerhalb der portugiesischen Einflusszone gelegen. 1730 gaben die Niederländer ihre Siedlung aber wieder auf.
Im März 1777 gründete Oberstleutnant William Bolts eine österreichische Faktorei in der Delagoa-Bucht. Sie bestand aus einem kleinen Hafen und zwei mit Kanonen versehenen Forts (Joseph und Theresia), besetzt mit zehn Mann. Das Land hatte der Brite im Dienste Österreichs von den Häuptlingen Mohaar Capell und Chibauraan Matola gekauft. Die Faktorei blieb bestehen, bis die Portugiesen 1781 zurückkehrten. Sie gründeten eine Handelsstation, die als Stützpunkt für den Elfenbeinhandel und als Ankerplatz für Walfänger diente. 1787 begann der Bau der Festung, die 1796 durch französische Truppen weitgehend zerstört wurde. 1869 wurde ein Grenzvertrag mit dem Burenstaat Transvaal geschlossen und die Delagoa-Bucht der portugiesischen Kolonie Mosambik zugeschlagen.

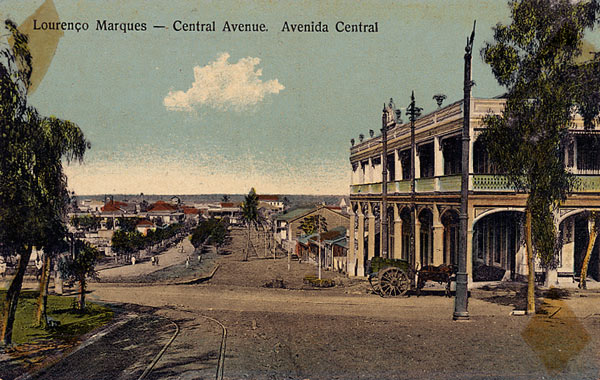
Lourenço Marques um 1905

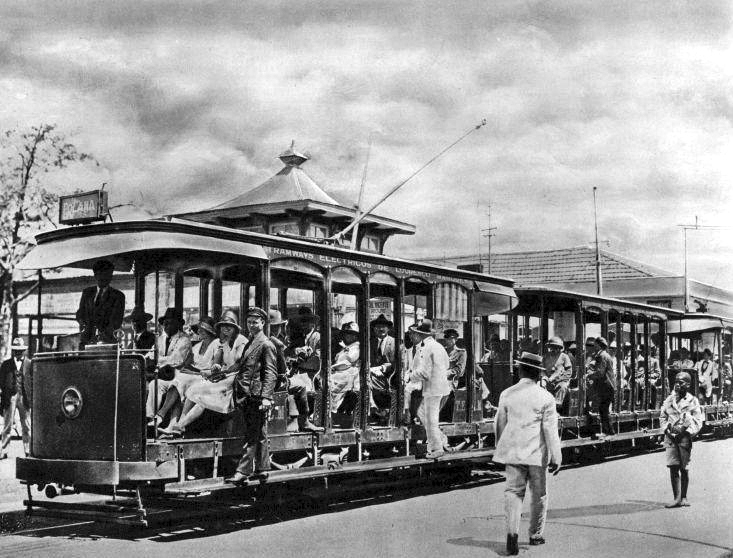
Straßenbahn in Maputo um 1920

Nach einem Großbrand im Jahre 1875 wurde die Siedlung Lourenço Marques in der Delagoa-Bucht in Steinbauweise wieder aufgebaut und der Hausbau mit Holz und anderen pflanzlichen Baustoffen verboten. Die Stadt trägt den Namen eines portugiesischen Händlers, der die Region 1544 als erster Vertreter der späteren Kolonialmacht Portugal erforscht hatte. 1895 wurde von Pretoria in der Südafrikanischen Republik eine Eisenbahnlinie nach Lourenço Marques gebaut, um den hiesigen Hafen nutzen zu können. Das daraus folgende Wachstum führte dazu, dass Lourenço Marques 1887 die Stadtrechte erhielt und mit dem 1. Dezember 1898 die Ilha de Moçambique als Hauptstadt von Portugiesisch-Ostafrika (Moçambique) ablöste. Von 1904 bis 1936 verkehrte in der Stadt eine elektrische Straßenbahn (Eléctricos de Lourenço Marques).
Nach der Unabhängigkeit Mosambiks von Portugal im Jahre 1975 wurde die Stadt zuerst in Cam Phumo und dann am 3. Februar 1976 in Maputo umbenannt. Seit dem Ende des Mosambikanischen Bürgerkriegs im Jahr 1992 erlebte Maputo ein stetiges wirtschaftliches Wachstum, wobei ein Geschäftszentrum mit mehreren modernen Hochhäusern errichtet wurde. Am 22. März 2007 verloren bei der Explosion eines Waffenlagers in einem Außenbezirk der Stadt 96 Menschen ihr Leben. 2010 kam es aufgrund von Nahrungsmittelknappheit in Maputo zu schweren Unruhen.

## Bevölkerung
Die Bevölkerung der Stadt Maputo wuchs von nur 92.000 im Jahre 1950 auf 1,12 Millionen im Jahre 2017. Inzwischen steigt vor allem die Bevölkerung der Vorstädte rasant an. Die Vorstadt Matola wuchs im selben Zeitraum von 9000 auf 1,6 Millionen an. In einer Rangliste der Städte nach ihrer Lebensqualität belegte Maputo im Jahre 2018 den 182. Platz unter 231 untersuchten Städten weltweit.
Für 2050 wird mit einer Bevölkerung von über 5,5 Millionen Menschen in der Agglomeration gerechnet.
Bevölkerungsentwicklung laut UN
| Jahr | Einwohnerzahl |
| ---- | ------------- |
| 1950 | 92.000        |
| 1960 | 181.000       |
| 1970 | 371.000       |
| 1980 | 550.000       |
| 1990 | 776.000       |
| 2000 | 1.019.000     |
| 2010 | 1.097.000     |
| 2017 | 1.120.867     |

## Klimatabelle
|                       | Jan  | Feb  | Mär  | Apr  | Mai  | Jun  | Jul  | Aug  | Sep  | Okt  | Nov  | Dez  |   |      |
| Mittl. Tagesmax. (°C) | 29,7 | 29,7 | 29,1 | 28,1 | 26,5 | 24,6 | 24,5 | 25,4 | 26,3 | 27,0 | 28,0 | 29,2 | ⌀ | 27,3 |
| Mittl. Tagesmin. (°C) | 21,9 | 21,9 | 21,1 | 19,3 | 16,4 | 14,1 | 13,9 | 15,0 | 16,7 | 18,4 | 19,9 | 21,1 | ⌀ | 18,3 |
|                       |      |      |      |      |      |      |      |      |      |      |      |      |   |      |
| Niederschlag (mm)     | 141  | 128  | 93   | 63   | 27   | 28   | 16   | 14   | 35   | 53   | 82   | 90   | Σ | 770  |
|                       |      |      |      |      |      |      |      |      |      |      |      |      |   |      |
| Sonnenstunden (h/d)   | 7,8  | 7,9  | 7,8  | 7,6  | 8,5  | 8,4  | 8,5  | 8,4  | 7,7  | 6,8  | 6,6  | 7,4  | ⌀ | 7,8  |
|                       |      |      |      |      |      |      |      |      |      |      |      |      |   |      |
| Regentage (d)         | 8    | 8    | 8    | 5    | 3    | 2    | 2    | 2    | 3    | 6    | 8    | 7    | Σ | 62   |
|                       |      |      |      |      |      |      |      |      |      |      |      |      |   |      |
| Wassertemperatur (°C) | 27   | 27   | 26   | 25   | 24   | 23   | 23   | 23   | 23   | 23   | 24   | 25   | ⌀ | 24,4 |
|                       |      |      |      |      |      |      |      |      |      |      |      |      |   |      |
| Luftfeuchtigkeit (%)  | 72   | 74   | 75   | 74   | 71   | 71   | 70   | 70   | 70   | 72   | 72   | 72   | ⌀ | 71,9 |

| 21,9 |

| 21,9 |

| 21,1 |

| 19,3 |

| 16,4 |

| 14,1 |

| 13,9 |

| 15,0 |

| 16,7 |

| 18,4 |

| 19,9 |

| 21,1 |

| 21,9 |

| 21,9 |

| 21,1 |

| 19,3 |

| 16,4 |

| 14,1 |

| 13,9 |

| 15,0 |

| 16,7 |

| 18,4 |

| 19,9 |

| 21,1 |

## Wirtschaft und Verkehrsinfrastruktur

### Wirtschaft
Maputo hat einen modernen Hochseehafen, durch den Kohle, Ferrochrom, Eisenerz, Aluminium, Mineralöl, Sisal, Obst, Zucker, Hartholz und Industrieprodukte in Containern exportiert werden. Für Südafrika besitzt der Hafen Maputo wegen seiner geographischen Nähe zu den Ballungsräumen in den Provinzen Gauteng und Mpumalanga hohe wirtschaftspolitische Bedeutung, wodurch sich wechselseitige Einflüsse mit der mosambikanischen Wirtschaft ergeben.
In der Stadt selbst werden Zement, Töpfereiprodukte, Möbel, Schuhe und Gummi produziert. Sie verfügt auch über ein großes Aluminium-Werk (Mozal) und im benachbarten Matola befindet sich eine Erdölraffinerie. Die feinsandigen Strände der Stadt ziehen zahlreiche Touristen an. Auch die nationale Wertpapierbörse, die Bolsa de Valores de Moçambique befindet sich hier.

### Verkehr

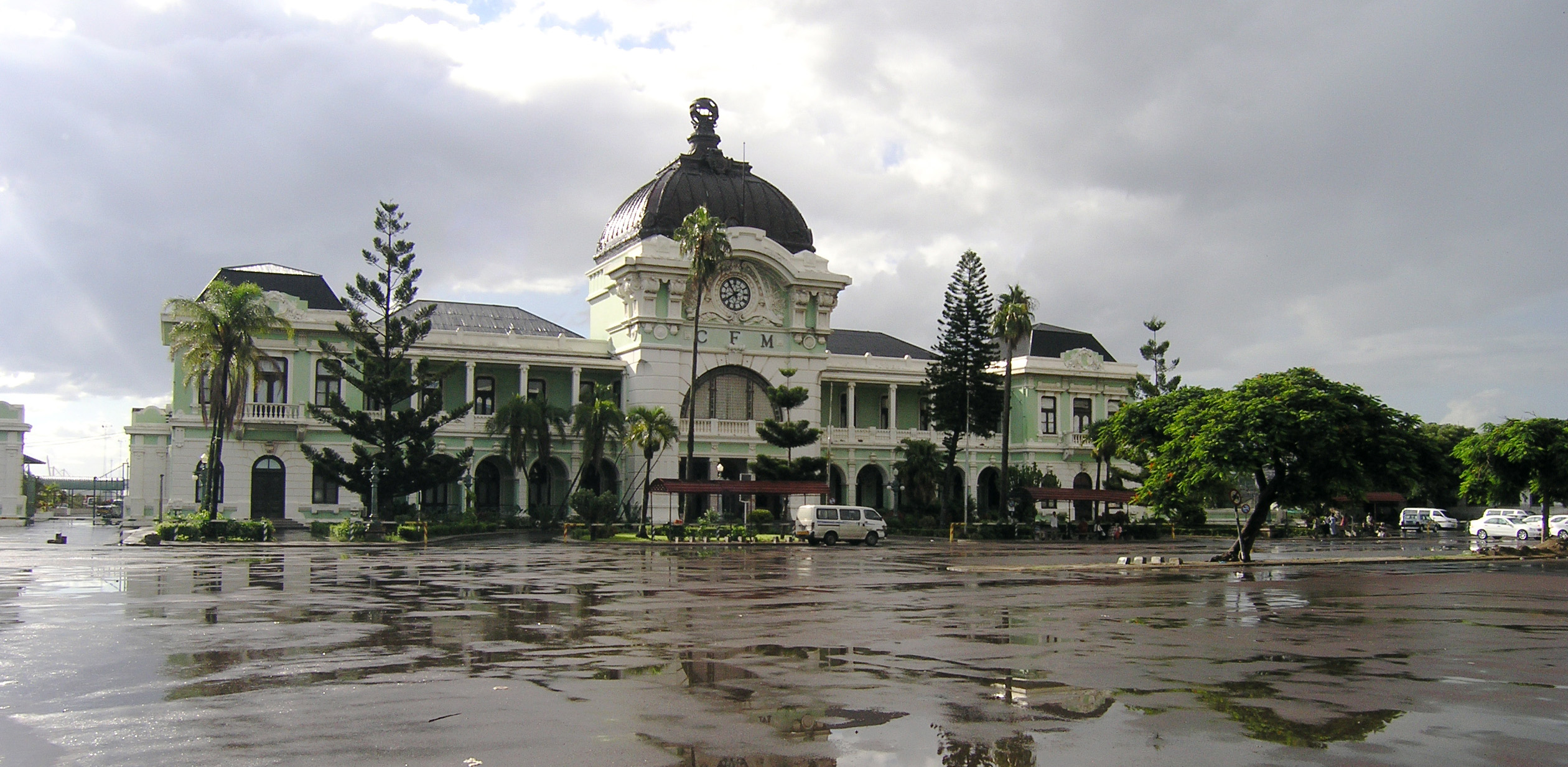
Der 1910 vollendete Hauptbahnhof von Maputo

Leistungsfähige Verkehrsverbindungen führen aus dem Nachbarland zur Stadt und ihrem Hafengebiet. Auf der Straße ist das die Fernstraße EN4, mit der Eisenbahn die Bahnstrecke Pretoria–Maputo. Der Hauptbahnhof von Maputo ist die Estação do Caminho de Ferro de Maputo, deren Empfangsgebäude 1908 bis 1910 erbaut wurde. Von Maputo gehen wichtige inländische Verkehrsverbindungen aus, wie die Fernstraßen EN1 und EN2. Die Verkehrserschließung des Innenstadtbereiches erfolgt hauptsächlich über die Avenida Eduardo Mondlane, Avenida 24 de Julho und Avenida Julius Nyerere.
Mit MetroBus Maputo wurde im Februar 2018 ein Vorortbahnsystem mit Busanschlüssen eröffnet.
Der innerstädtische Nahverkehr in Maputo wird hauptsächlich mittels Minibussen organisiert, die hier Chapas genannt werden. Die drei wichtigsten Busstationen der Stadt sind Baixa im Zentrum der Stadt, Museu (Museum) und Junta (für regionale und nationale Busse). In Maputo existierte bereits ab 1904 eine der ersten Straßenbahnen auf dem afrikanischen Kontinent. Mit dem Aufkommen von Autos und Bussen verlor sie jedoch immer mehr an Bedeutung, bis ihr Betrieb 1975 ganz eingestellt wurde. Die Straßenbahnschienen sind noch heute an einigen Stellen im Straßenbild von Maputo sichtbar.
Der Flughafen Maputo ist der wichtigste Flughafen des Landes. Mit der Eröffnung des neuen Terminals im Jahr 2010 wurde die Kapazität auf derzeit 900.000 Passagiere pro Jahr gesteigert.

## Kultur

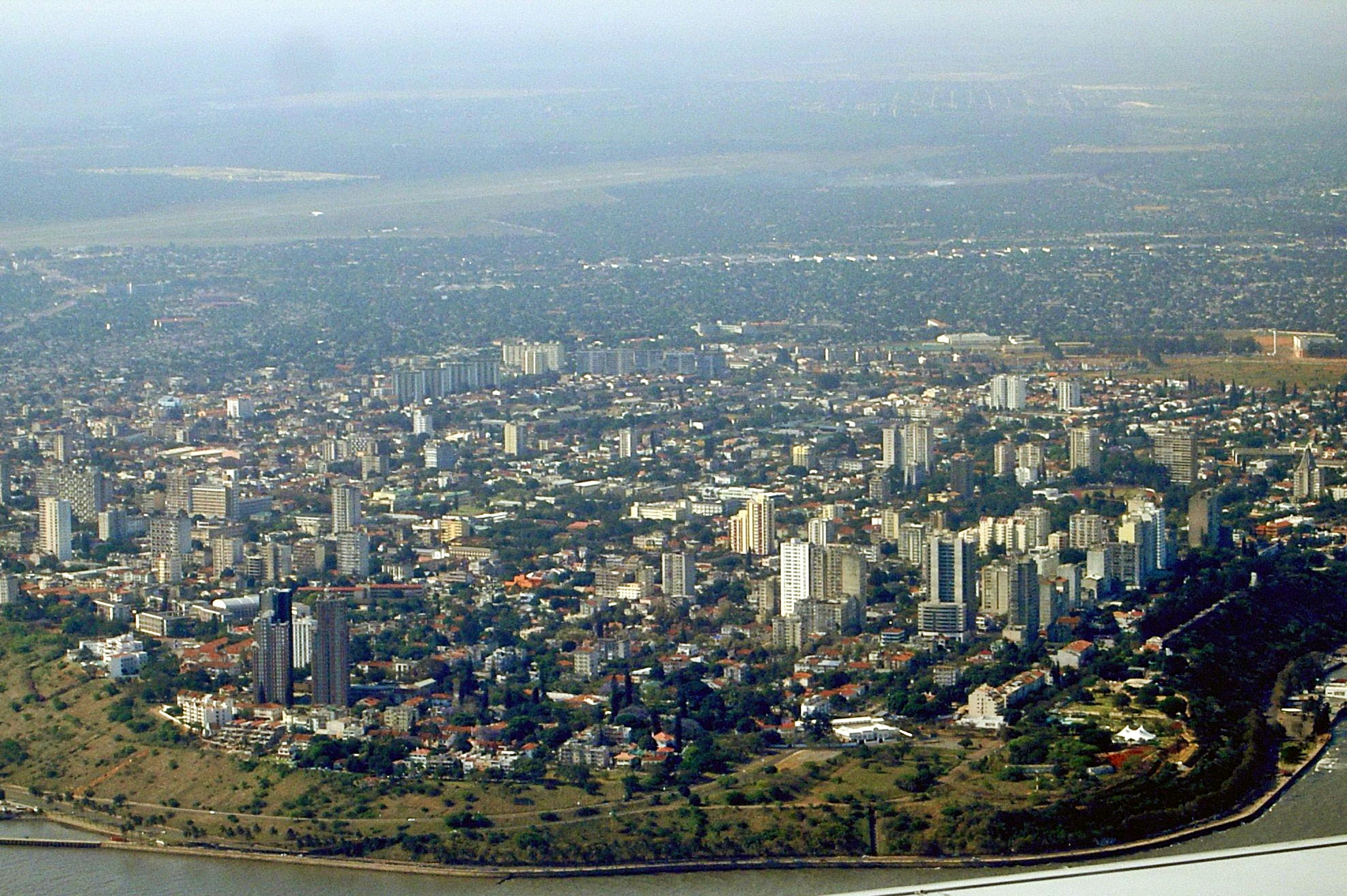
Blick auf Maputo

In Maputo hat die 1962 gegründete staatliche Universität von Mosambik, benannt nach dem Freiheitskämpfer Eduardo Mondlane, ihren Hauptsitz. Weiterhin gibt es die Pädagogische Universität Maputo.
Neben dem Museu de História Natural de Moçambique zur Geschichte des Landes besteht in der Stadt ein Militärmuseum. Im in Maputo ansässigen Theater Teatro Avenida arbeitete Henning Mankell als Intendant und gelegentlich auch als Regisseur.
Eine kulturelle Institution von Maputo ist der Künstlerverband Associação Núcleo de Arte. Der Verband sitzt in einer alten Villa im Zentrum der Stadt, in der regelmäßig Ausstellungen veranstaltet werden. Er hat das kulturelle Leben von Mosambik in den letzten Jahrzehnten stark beeinflusst. Zwei bekannte zeitgenössische Künstler des Landes, Malangatana Ngwenya und Alberto Chissano, begannen hier ihre Karrieren. Über die Grenzen von Mosambik hinaus wurde der Associação Núcleo de Arte für das Projekt Transforming Arms into Art bekannt, bei dem Künstler Skulpturen aus Waffen fertigten, die aus dem Bürgerkrieg stammten.
Seit 2011 steht die Samora-Machel-Statue auf der Praça da Independência.

## Stadtbild und Architektur

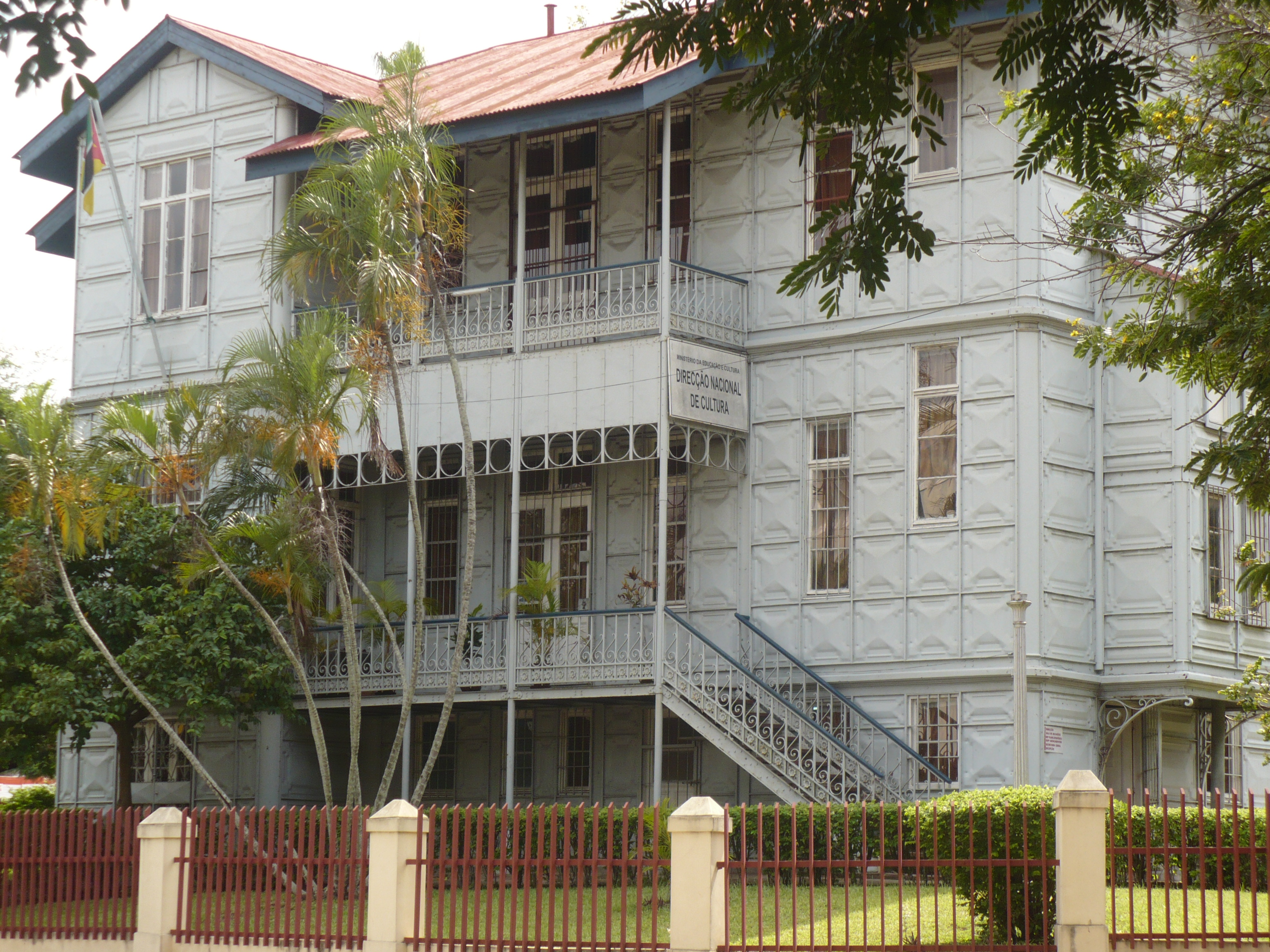
Eisernes Haus, 1898

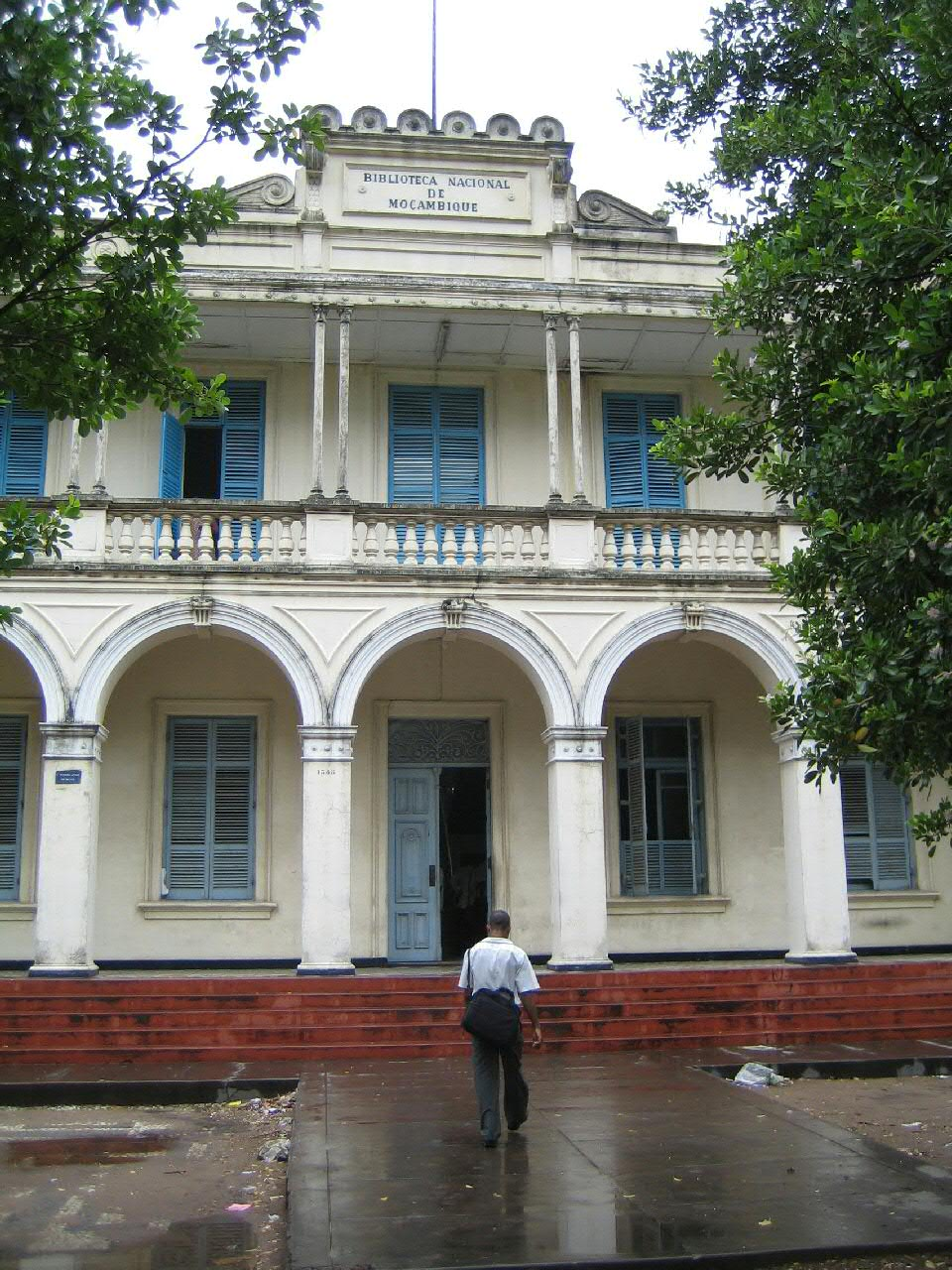
Nationalbibliothek, 1904

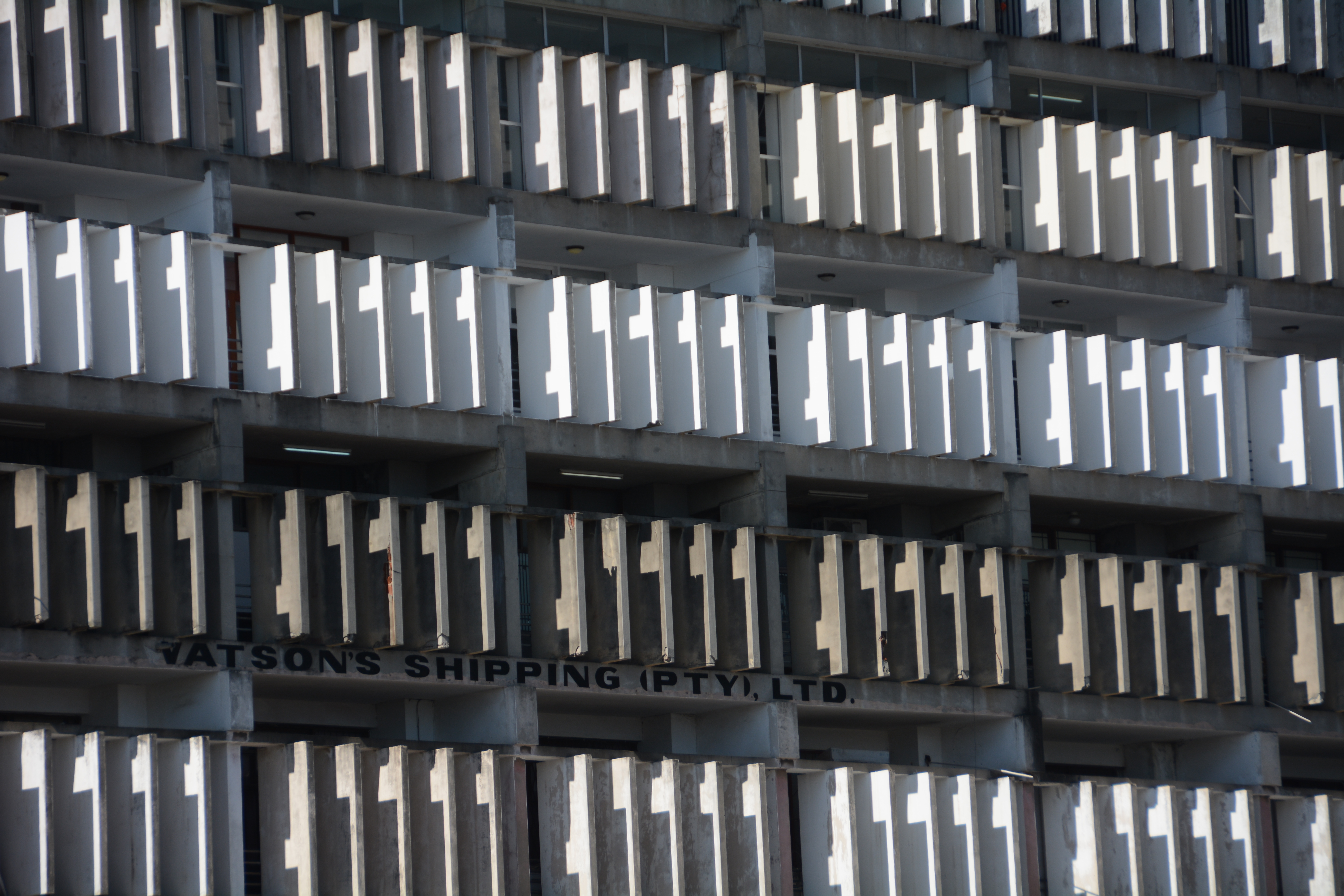
Sonnenschutzelemente am Santos e Rocha-Gebäude, 1953–1956

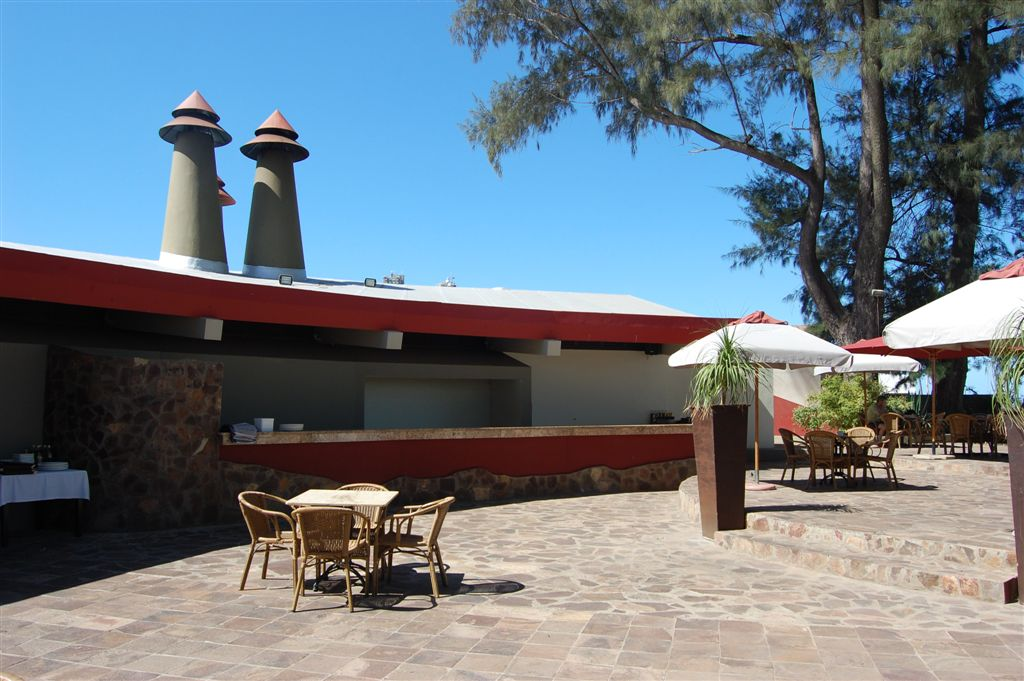
Restaurante Zambi, von Pancho Guedes, 1953

Maputos Innenstadt, die „Zementstadt“, die bis zur Unabhängigkeit überwiegend von weißen Portugiesen bewohnt war, macht durch einen hohen Anteil historischer Bauten mit ihrer Mischung von Stilelementen des Historismus, von Art-déco-Baukunst und einer nach dem Zweiten Weltkrieg entstanden Architektur des tropical modernism den Eindruck einer traditionellen europäischen, weitgehend portugiesisch geprägten Stadt.

Heute ist das Zentrum umgeben von den Wohnvierteln (bairros) der kleinen Angestellten und Arbeiter. Trotz des irregulär erscheinenden Wegenetzes, der behelfsmäßigen Bauweise der Häuschen auf winzigen Grundstücken und einer Versorgung durch die überwiegend informelle Wirtschaft besteht in dieser Zone eine seit der Unabhängigkeit leidlich funktionierende Infrastruktur (Elektrizität, Wasserpumpen, Kleinbusverkehr, Schulen).
Das Stadtzentrum zeigt noch das in der zweiten Hälfte des 19. Jahrhunderts definierte Schachbrettmuster mit seinen breiten avenidas. Ihr ältestes Viertel, die Baixa, liegt zwischen dem heutigen Bahnhof und der Avenida Samoa Machel auf einem ehemals schmalen Streifen zwischen dem Strand und dem einst sumpfigen Hinterland. Um 1860 wurde hier das älteste bestehende Gebäude errichtet, die inzwischen stark verändert umgebaute Casa Amarela.
In den Jahrzehnten vor dem Ersten Weltkrieg erlebte das damalige Lourenço Marques durch den Goldrausch in Transvaal und das zunächst von Briten und Indern investierte Kapital einen ersten Aufschwung. 1910 wurde der Bahnhof, von dem aus man seit 1895 Südafrika erreichte, durch einen Neubau ersetzt; mit seiner mächtigen Mittelkuppel, den eleganten Seitenflügeln und der gut erhaltenen eisernen Bahnsteigüberdachung gilt er als einer der schönsten in Afrika. Auch sonst spielten um die Wende zum 20. Jahrhundert Eisenkonstruktionen nicht nur für öffentliche Bauten eine große Rolle. So wurde 1898 als Wohnhaus für den Gouverneur das komplett aus Belgien importierte Casa de Ferro ganz aus Eisen errichtet, im gleichen Jahr von englischen Architekten mit Stahl aus Schottland die offene Verandastruktur des Hotel Clube.
Die Hauptpost von 1905 bis 1907 und die mit einer identischen Front versehene Nationalbibliothek von 1904 zeigen ein in der portugiesischen Kolonialarchitektur häufig benutztes Schema: eine arkadenartige Rundbogenfolge öffnet sich im Erdgeschoss zu einer Vorhalle, darüber tragen schlanke Säulen die horizontal abschließende Dachlinie einer hohen Loggia.
Neben dieser tropisch-kolonialen Variante der europäischen Beaux-Arts-Architektur, die auch noch das Rathaus von 1941/47 bestimmte, gab es den Einfluss des Art déco in den 1930er und 1940er Jahren. Eigentlich entsprach er nicht der Ideologie des Estado Novo und dem nationalistischen Regime des Diktators Salazar. Man hat diesen Gegensatz, der noch die Architektur bis zur Revolution bestimmte, damit erklärt, dass in den Kolonien, entfernt vom Mutterland, eine kosmopolitisch geprägte weiße Gesellschaft lebte, für die Rassismus und Modernität kein Widerspruch war. Überdies kam die neue Bauweise sowohl der üblich gewordenen Verwendung von Beton entgegen als auch den lokalen Klimabedingungen durch die zeittypische Betonung horizontaler Linien, die als schattenspendende Verdachungen ausgebildet wurden. Das Teatro Gil Vicente (1933), die gotisierende Kathedrale der Hauptstadt (1944), die Bauten von Radio Mosambik (1949–1951), das Cine África (1948) und noch die frühen Werke des Architekten Pancho Guedes, etwa sein Edifício Prometheus (1951–1953), die Millennium Bim Bank von 1954 oder das Restaurante Zambi von 1954 bis 1956 gehören in diese Reihe.
Kennzeichen der typisch mosambikanischen (und angolanischen) Spielart des Internationalen Stils mit seinen gerasterten Fassaden sind die Lamellen (brisé soleil) und auskragenden Rahmungen der Fenster, die durch Reduzierung der Sonneneinstrahlung eine Aufheizung des Inneren verringern. Sie bestimmen vielfach Büro- und Mietwohnungsarchitektur. Daneben gibt es Beispiele, die stärker Bezug nehmen auf afrikanische Traditionen, indem sie den Baukörper plastisch durchformen (Casa das Três Girafas, 1953, von Pancho Guedes, oder das Haus des lachenden Löwen, das der gleiche Architekt sich 1958 selber baute). Wie dieser Bau sind vor allem öffentliche Gebäude ganz mit großen, eigenständig-afrikanischen Wandbildern ausgestattet (Prédio TAP, 1960). Die bedeutendsten stammen von Malangatana.
Anderes steht außerhalb der oben genannten Stil- und Bautraditionen: Die Moschee von Maputo ist die größte in Mosambik, gebaut in den Jahren 1902 und 2001–2005; das Museu de História Natural de Moçambique, einer der wenigen Bauten in neomanuelinischer Ornamentik, errichtet 1930, also im Zeichen der nationalen Rückbesinnung zu Beginn des Estado Novo. Die Kirche Santo António da Polana hat die Form eines zeltartig aus Beton gefalteten Zentralbaus (1960/1962). Die Torres Vermelhas („Rote Türme“) in Polana wurden 1974 errichtet.
Seit dem Ende des Bürgerkriegs 1992 hat sich die Bautätigkeit erneut beschleunigt. Sie zeichnet sich durch eine weitgehend uniforme Architektur aus und steht damit im Gegensatz zur Vielfalt des historisch gewachsenen Stadtbildes.

## Söhne und Töchter
Eine Reihe bekannter Persönlichkeiten wurde in Maputo geboren, darunter
- der südafrikanische Pop- und Jazzsänger Al Bowlly (1898–1941),
- der portugiesische Dichter José Craveirinha (1922–2003),
- die portugiesische experimentelle Lyrikerin Salette Tavares (1922–1994),
- der Fotograf Ricardo Rangel (1924–2009),
- der mosambikanisch-portugiesische Fußballspieler und -trainer Mário Wilson (1929–2016),
- der brasilianische Filmregisseur Ruy Guerra (* 1931),
- der portugiesische Revolutionsgeneral und Präsidentschaftskandidat Otelo Saraiva de Carvalho (1936–2021),
- der portugiesische Sänger António Calvário (* 1938),
- die US-amerikanische Unternehmerin und Philanthropin Teresa Heinz (* 1938),
- der Fotograf und Journalist Kok Nam (1939–2012),
- der portugiesische Fußballspieler und Weltfußballer Eusébio (1942–2014),
- der portugiesische Schauspieler und Komiker António Feio (1954–2010),
- die portugiesisch-südafrikanische Künstlerin Ângela Ferreira (* 1958)
- der Bischof Lucio Andrice Muandula (* 1959),
- die portugiesische Politikerin Ana Paula Vitorino (* 1962),
- die mosambikanische Leichtathletin Maria de Lurdes Mutola (* 1972),
- die portugiesische Fadosängerin Mariza (* 1973),
- die mosambikanische Musikerin Dama do Bling (* 1979),
- die mosambikanische Schriftstellerin Hirondina Joshua (* 1987),
- der italienische Mittelstreckenläufer Joao Bussotti (* 1993) oder auch
- die paralympische Leichtathletin Edmilsa Governo (* 1998).